# Independent (компьютер)
Independent (с англ. — «Независимый») — серия румынских миникомпьютеров, выпущенных в 1977 году к 100-летию со дня обретения Румынией независимости, откуда и берётся их название. Использовались для научно-технических расчётов, управленческих вычислений, обработки данных, мониторинга процессов и т.д. Экспортировались в страны СЭВ и КНР: с 1978 по 1990 годы было доставлено более 200 экземпляров.

## Описание
Компьютер был разработан в Институте вычислительной техники Тимишоары, запоминающие устройства собраны на Фабрике электронных запоминающих устройств в Тимишоаре. Выпускался в трёх вариантах: I-100 (1977 год), I-102F (1979 год) и I-106 (1983 год). Имея оригинальную архитектуру и будучи динамически микропрограммируемым, он позволяет эмулировать набор команд других компьютеров, совместимых с DEC/PDP-11/34. Архитектура усовершенствована с использованием ТТЛ-интегральных схем, а также новейших типов схем MSI и LSI с 1977 года.
Длина слова микрокоманды составляет 32 двоичных символа. Ввод и вывод осуществляются с помощью двух различных шин: INTERBUS (подключение периферийного оборудования) и MEMOBUS (подключение дополнительной памяти с возможностью адресации 128 килослов). Быстродействие — от 0,5 до 2,5 млн. операций в секунду. Потребляемая мощность — от 2 до 3 кВт. Компьютер насчитывает 8 общих регистров и систему векторных прерываний с 4 уровнями приоритета. 204 предусмотренные разработчиками команды компьютера содержат один или два операнда, адресация осуществляется пословно или по байтам. Допустима асинхронная работа, при которой каждый компонент системы может работать на своей максимальной скорости.
Оперативная память — на магнитных носителях или полупроводникового типа, размер от 1 до 4 МБ. Благодаря магнитному накопителю добавлялось от 58 до 200 МБ памяти. Иные используемые периферийные устройства — накопитель на магнитной ленте, принтер и видеотерминалы. Производством RAM-устройств занимался завод Datatim в Тимишоаре.
Используемые операционные системы: AMS, UNIX, RSX, MIX-PLUS, SISTEM U, а также разработанные в Бухаресте MINOS и MIX/VMS. Языки программирования, на которых создаются совместимые с данным компьютером программы — FORTRAN 77, COBOL, PASCAL, LISP, BASIC, ADA, C, PROLOG, MACRO, LEDA, ARGUS, TRANS, RECOL, MIDAS, FOCUS, SOCRATE MINI.